# Symphlebia herbosa
Symphlebia herbosa là một loài bướm đêm thuộc phân họ Arctiinae, họ Erebidae.